# Buza Péter
Buza Péter (neve néhol helytelenül hosszú ú-val Búzaként) (Kispest, 1942. május 22. –) könyvtáros, újságíró, Budapest-történész, számos könyv szerzője, a Nagy Budapest Törzsasztal tagja.

## Pályája
1967-ben végzett az ELTE magyar-könyvtár szakán, előbb a Műszaki Élet című folyóirat munkatársa lett, majd az állami sajtóigazgatásban dolgozott. Később az Interpress Magazin, majd 1984-től a Magyar Nemzet rovatvezetője, 1996-tól szerkesztője lett. Több lap szerkesztőjeként is dolgozott. 1989-től a Budapesti Városvédő Egyesület elnökségi tagja, 1990–1994 között a Városvédő és Polgári Szervezetek Szövetségének elnöke. 2007-től elnöke (főkadarnagya) a budai szőlőművelés felélesztésére, a kadarka újrahonosítására alakult "Kadarka kör"-nek.

### Budapest
1979-től publikált a Budapest folyóiratban, majd a lap 1988-as megszüntetését követően 2004-ben az ő kezdeményezésére indították újra a havilapot. A Népszabadság 1992–2003 megjelenő Budapest-mellékletének Tóth Ákos, Krajczár Gyula és Berkó Pál után utolsó szerkesztője volt. 1985-ben két társával (Éder Miklós, Horváth Győző) kutatni kezdték a Ludovika Akadémia közelében a józsefvárosi Illés-kút forrását. A forrás megtalálását követően a Budapesti Városvédő Egyesület közreműködésével 1991-re újjáépítették a kútházat is. 1990-ben Zenthe Ferenccel, Győrffy Miklóssal egyik alapítója volt a Herminamező Polgári Körének, melynek ügyvezető elnöki tisztét is betöltötte. Az egyesület számos kezdeményezésében részt vett, több kiadványát is szerezte vagy gondozta. 1995-ben a kör szervezésében, Buza vezetésével kutatták fel a Városligetben Horváth Jakab sírját, akire korábban csak egy – a liget egy másik pontján található – kő emlékezett FUIT (volt) felirattal. A 2002-ben alapított Nagy Budapest Törzsasztal tagja, a kör szellemi tőkéjére épített Budapest könyvek közül többet is gondozott.

## Főbb művei
- Mire való a borravaló?; ill. Sajdik Ferenc; Kossuth, Bp., 1981
- Pest-budai történetek. Rendhagyó városnéző séta; IPV, Bp., 1984
- Erzsébetváros negyven éve. Szemelvényes forrásgyűjtemény; összeáll. Ruzsicska Mária, Buza Péter; MSZMP VII. Kerületi Bizottsága, Bp., 1985
- Kószálunk a régi Pesten. Múltidéző barangolás szövegben és rajzban; ill. Sajdik Ferenc; Panoráma, Bp., 1986
- Szenzációk nyomában a békeidők Budapestjén. Felkutatta és az utókornak feljegyezte Buza Péter; Kozmosz Könyvek, Bp., 1989
- Buda, Duna, Pest; szöveg Buza Péter, fotó Faragó István; Officina Nova, Bp., 1991
- Herminamező. Fejezetek egy városrész történetéből; Herminamező Polgári Köre, Bp., 1992
- Duna-hidak; fotó Gadányi György; Városháza, Bp., 1992 (A mi Budapestünk)
- Balatonfenyves. Fejezetek egy nyaralótelep életéből; fotó Gadányi György; Polgármesteri Hivatal, Balatonfenyves, 1993
- Források és díszkutak; fotó Szathmáry Zoltán, Gadányi György; Városháza, Bp., 1994 (A mi Budapestünk)
- Palotai tegnapok. Tallózás egy várossá lett palóc falu múltjában; Rákospalotai Múzeum, Rákospalota, 1995
- Egy város játékai. Budapest a millennium színpadán; fotóreprodukciók Gadányi György; Irodalomért Kulturális Alapítvány, Bp., 1996
- Pestújhely emlékkönyve (1997) Rákospalotai Múzeum
- Kispest anno. Képeskönyv a régi jó világról; Kispest Polgármesteri Hivatal, Bp., 1998
- Fel a fejjel!; fotó Gadányi György; Városháza, Bp., 1998 (A mi Budapestünk)
- Duna-hidak; fotó Gadányi György; 2. átdolg., bőv. kiad.; Városháza, Bp., 1999 (A mi Budapestünk)
- Kapukilincsek; Tandem Grafikai Stúdió, Bp., 2004 (Anno)
- Budapest teljes utcanévlexikona; Mészáros Györggyel és Ráday Mihállyal (2004), Sprinter kiadó
- Az első nap Budapesten. Amikor a háromból egy lett; Maecenas, Bp., 1998
- Söjtör; Száz Magyar Falu Könyvesháza Kht., Bp., 2000 (Száz magyar falu könyvesháza)
- Túlparti látomás. Séta az időben, a budai Duna-soron; Városháza, Bp., 2002
- A mesterség dicsérete. Parlamenti szoborkorrajz; fotó Gadányi György, angolra ford. Dunay Ervin; Száz Magyar Falu Könyvesháza, Bp., 2003
- Száz éve a tóért. A Balatoni Szövetség centenáriumára; szerk. Buza Péter; Balatoni Szövetség, Balatonfüred, 2004
- Fürdőző Budapest. Kétezer éve nyakig a vízben... sőt!; Holnap, Bp., 2006 (Mesél a város)
- Az epreskerti kálvária. Egy kétszázötven éves barokk műemlék újjászületésének története; szerk. Buza Péter, fotó Ágg Károly, Szomolányi Péter; Budapesti Városvédő Egyesület, Bp., 2006
- Balatonfenyves. Egy fele más falu kalandos ifjúsága; Balatonfenyves, Önkormányzat, 2006
- Monogramos házjelek; Tandem Grafikai Stúdió, Bp., 2007 (Anno)
- Zugló galériája. Szobrok, domborművek, térplasztikák, mozaikok, emléktáblák; szerk. Buza Péter, fotó Sebestyén László; Herminamező Polgári Köre, Bp., 2008
- Borozó Budapest. Régvolt szőlőskertek élő öröksége; Holnap, Bp., 2008 (Mesél a város)
- A kalapdoboz. Élet a határon; Ráday Könyvesház, Bp., 2009
- Legendák lovasa. Jelenetek Buda, Pest, Bécs albumából; szerk., tan., képvál. Buza Péter, jegyz. Buza Péter, Fónagy Zoltán, ford. Fónagy Zsófia, Kocziha Magdolna; Budapesti Városvédő Egyesület–OSZK, Bp., 2010 (Budapest könyvek)
- Kinszki Budapestje; szerk. Buza Péter; Budapesti Városvédők Egyesülete, Bp., 2011
- A nagy kadarkakönyv; szerk. Buza Péter; Szaktudás, Bp., 2012
- Zugló öröksége; szerk. Buza Péter, fotó Sebestyén László, függelék Millisits Máté; Zugló Önkormányzata–Herminamező Polgári Köre, Bp., 2012
- Tábori bűnös Budapestje; szerk., bev., képvál. Buza Péter, szöveggyűjteményt összeáll., jegyz. Filep Tamás Gusztáv; Budapesti Városvédő Egyesület–OSZK, Bp., 2013 (Budapest könyvek)
- Egy város képei; szerk. Buza Péter; PressXpress–Holnap, Nagykovácsi–Bp., 2014 (Budapest plusz)
- Főurak a monarchia nagykávéházból; szövegvál, bev., szerk., jegyz. Buza Péter; Budapesti Városvédő Egyesület–Magyar Kereskedelmi és Vendéglátóipari Múzeum, Bp., 2014 (Budapest könyvek)
- Magándolgok; szöveg Buza Péter; Városháza, Bp., 2015 (Budapest plusz)
- Bagolyröpte Pest felett. Szendrey Júlia nemzetsége; bev., jegyz., Horváték levelesládája szerk. Buza Péter; Budapesti Városvédő Egyesület, Bp., 2016 (Budapest könyvek)
- Bandusia forrása. Századok ültenek el...; Városháza, Bp., 2016 (Titkos Budapest)
- Zuglói mozaik. Nyaralók, villák, bérpaloták; szerk. Buza Péter, épületleírások, tan. Ritoók Pál, fotó Sebestyén László; Zugló Önkormányzata–Herminamező Polgári Köre, Bp., 2016
- Éld túl az életed! Radó Lili történelme; Városháza, Bp., 2017 (Titkos Budapest)
- Budapest 30; ill. Sajdik Ferenc; Holnap, Bp., 2020
- Zuglóiak. Életrajzi lexikon; szerk. Buza Péter, Fodor Béla; Zugló Önkormányzata–Herminamező Polgári Köre, Bp., 2020
- Gulag a Berekben; Bépé Bt., Bp., 2021
- Ligetparti varázslat. A Roheim-villa feltámadása; Magyar Corvin-Lánc Testület, Bp., 2023

## Díjai, elismerései
A magyarországi Forbes magazin 2017-es URBAN melléklete „Kik tették a világ legjobb városává Budapestet” címmel egy saját összeállítású névsort tett közzé, melyben szerepelt Buza is.
- Kőrösi Csoma-emlékérem 1984
- Podmaniczky-díj 1990
- Pro Urbe Budapest 1994
- Szép Magyar Könyv-díj 2003
- Schönvisner István-emlékérem 2003[11]
- Zugló díszpolgára 2017[12]